# Ужинов, Борис Михайлович
Борис Михайлович Ужинов (1937 – 2013) - российский химик, доктор химических наук, специалист в области фотохимии органических соединений. Профессор кафедры химической кинетики Химического факультета МГУ (1965 - 2013). Лауреат Государственной премии СССР (1989).

## Биография
Б.М. Ужинов родился 5 июня 1937 года в селе Торхово Ярославской области, в 1955 году окончил Петровскую среднюю школу и поступил на Химический факультет МГУ. Закончил Химический факультет в 1960 году и поступил в аспирантуру Химического факультета.
В 1964 году защитил кандидатскую диссертацию на тему «Исследование кислотно-основных свойств возбужденных электронных состояний ароматических углеводородов» . С октября 1965 года работал на Химическом факультете МГУ, до 1972 года младшим научным сотрудником, с июня 1972 года старшим научным сотрудником Кафедры химической кинетики .
В 1988 году защитил докторскую диссертация на тему «Фотохимические лазеры на основе реакций фотопереноса протона органических соединений». В 1990 году Б.М. Ужинов создал лабораторию фотоники лазерных сред. С 1 января 1991 года профессор по специальности «Химическая кинетика и катализ», с 21 мая 1992 года профессор по специальности «Кинетика и катализ». Является одним из авторов книги «Экспериментальные методы химической кинетики», а также соавтором учебного пособия «Экспериментальные методы химической кинетики» .

## Научные исследования
Основной сферой интересов и научной детальности Б.М. Ужинова во время работы на кафедре была фотохимия, за годы работы он стал автором множества различных статей, посвященных этой теме. На протяжении всей своей профессиональной деятельности Б.М Ужинов детально изучал возбужденные состояния органических соединений , например антрацена, нафтацена и производных нафталина . Также нескорое время Б.М. посвятил работам по фотопереносу протона в различных растворителя. В период с начала 1970-х до 1984 года под авторством Б.М. Ужинова вышло около десяти статей посвященных теме тушения флуоресценции органических соединении в различных условиях. К этой теме Б.М. возвращался ещё в 2010 году. С конца 1970-х и по конец 1990-х значительную часть исследований, проводимых Б.М. занимали работы в области лазеров, лазерного излучения и лазерных красителе на основе органических молекул. Также значимое место в поле интересов Б.М. в 1980-е и в 2009-2010 годах занимают производные оксазина, в частности конформационные эффекты в эрекциях внутримолекулярного фотопереноса и лазернаягенерация оксазина .Также среди работ Б.М. есть исследования роли краун-эфиров  в фотохимии органических соединений.
Помимо прочего Б.М. Ужинов является автором двух работ в рамках истории химии, а именно по истории развития лазеров на органических соединениях, первая работа посвящена открытию лазеров на органических соединениях, а вторая фотохимическим лазерам, как важному этап развития лазеров на органических соединениях.

## Педагогическая деятельность
С октября 1964 года по август 1965 года работал преподавателем в Республике Гана. Вел семинарские занятия по курсу «Основы фотохимии», экспериментальные задачи в практикуме по методам химической кинетики Вел семинарские занятия по курсу «Основы фотохимии», экспериментальные задачи в практикуме по методам химической кинетики. В 1969 году был в научной командировке в Чили, где прочитал в Чилийском университете и опубликовал на английском языке курс «Органическая фотохимия», также прочитал курс «Применение люминесцентных методов в химии» в Гаванском университете. В 1980 году в Московском университете прочитал факультативный курс «Люминесценция органических соединений». Руководил дипломными и кандидатскими работами .

## Почести и награды
В 1989 году он стал лауреатом Государственной премии СССР в области науки и техники.
В 1997 году получил почетное звание «Заслуженный деятель науки Российской Федерации».

## Семья
Отец – Ужинов Михаил Петрович, мать – Ужинова Мария Васильевна, брат – Ужинов Вячеслав Михайлович (1938 года рождения), сестра – Горохова Валентина Михайловна (1941 года рождения), жена – Ужинова Любовь Дмитриевна (1942 года рождения), дочь – Ужинова Ольга Борисовна (1966 года рождения), сын – Ужинов Вячеслав Бориславич (1973 года рождения).